# Charles-Édouard Martin
Charles-Édouard Martin (ur. 10 maja 1847, zm. 13 lutego 1937) – szwajcarski mykolog.
Charles-Edouard Martin studiował w szkole teologicznej Towarzystwa Gospel w Genewie. Następnie, do 1921 r. był profesorem języków klasycznych w tej szkole. W 1885 roku został mianowany korektorem gazety Tribune de Genève. W wolnym czasie Martin studiował mykologię, znał botanika i mykologa Roberta Shodę. Martin brał udział w tworzeniu Towarzystwa Mykologicznego w Genewie i był jego pierwszym prezesem. W 1933 roku Charles-Edouard Martin został honorowym doktorem nauk przyrodniczych na Uniwersytecie Genewskim.
W naukowych nazwach opisanych przez niego taksonów dodawane jest jego nazwisko C. Martin.

## Wybrane publikacje
1. Contribution à la flore mycologique Suisse, Bulletin des Travaux de la Société Botanique de Genève, 1894, 7: 171-198.
2. Contribution à la flore mycologique Suisse,  Bulletin des Travaux de la Société Botanique de Genève, 1897, 9: 52–117.
3. Le 'Boletus subtomentosus' de la région genevoise, 1903, 39 + ix p., 18 pl.
4. Contribution à la flore mycologique Suisse, Bulletin de la Société Botanique de Genève, 1905,  11 : 110–130.
5. Cataloque systématique des Basidiomycètes de la Suisse romande, 1919, 47 p.